# Grand Prix Jeseníky
Il Grand Prix Jeseníky, fino al 2016 Corsa della Pace Under-23 (ceco: Závod Míru U23) e dal 2017 al 2020 Grand Prix Priessnitz spa, è una corsa a tappe maschile di ciclismo su strada che si svolge annualmente nella Repubblica Ceca.
Riservata unicamente ai ciclisti della categoria Under-23, la corsa nacque nel 2013 e nel 2014 fece parte del calendario dell'UCI Europe Tour come prova di classe 2.2U. Dal 2015 fa invece parte del calendario della Coppa delle Nazioni U23 UCI, svolgendosi tra fine maggio e inizio giugno nell'arco di tre/quattro giorni.

## Albo d'oro
Aggiornato all'edizione 2023.
| Anno                      | Vincitore                             | Secondo                               | Terzo                                 |
| Corsa della Pace Under-23 | Corsa della Pace Under-23             | Corsa della Pace Under-23             | Corsa della Pace Under-23             |
| ------------------------- | ------------------------------------- | ------------------------------------- | ------------------------------------- |
| 2013                      | Toms Skujiņš                          | Jan Hirt                              | Luka Pibernik                         |
| 2014                      | Samuel Spokes                         | Bram Van Broekhoven                   | Bartosz Warchoł                       |
| 2015                      | Gregor Mühlberger                     | Loïc Vliegen                          | Odd Christian Eiking                  |
| 2016                      | David Gaudu                           | Tao Geoghegan Hart                    | Kilian Frankiny                       |
| Grand Prix Priessnitz spa |                                       |                                       |                                       |
| 2017                      | Bjorg Lambrecht                       | Niklas Eg                             | Michal Schlegel                       |
| 2018                      | Tadej Pogačar                         | Samuele Battistella                   | Marc Hirschi                          |
| 2019                      | Andreas Leknessund                    | Stefan Bissegger                      | Clément Champoussin                   |
| 2020                      | Annullato per la pandemia di COVID-19 | Annullato per la pandemia di COVID-19 | Annullato per la pandemia di COVID-19 |
| Grand Prix Jeseníky       |                                       |                                       |                                       |
| 2021                      | Filippo Zana                          | Kristjan Hočevar                      | Toon Clynhens                         |
| 2022                      | Lennert Van Eetvelt                   | Rudy Porter                           | Mathias Vacek                         |
| 2023                      | Antoine Huby                          | Simon Dalby                           | Davide De Cassan                      |